# アルキルリチウム
アルキルリチウム化合物は、一般式 RLi（R はアルキル基）で表される炭素−リチウム結合を持った有機金属化合物のこと。有機合成において、塩基、求核剤、リチオ化剤として用いられる。

## 合成
アルキルリチウムの合成は主にハロゲン化アルキルと金属リチウムとの反応により行われる。
{\displaystyle {\ce {R-X\ + 2Li -> R-Li\ + LiX}}}

## 主なアルキルリチウム化合物と用途

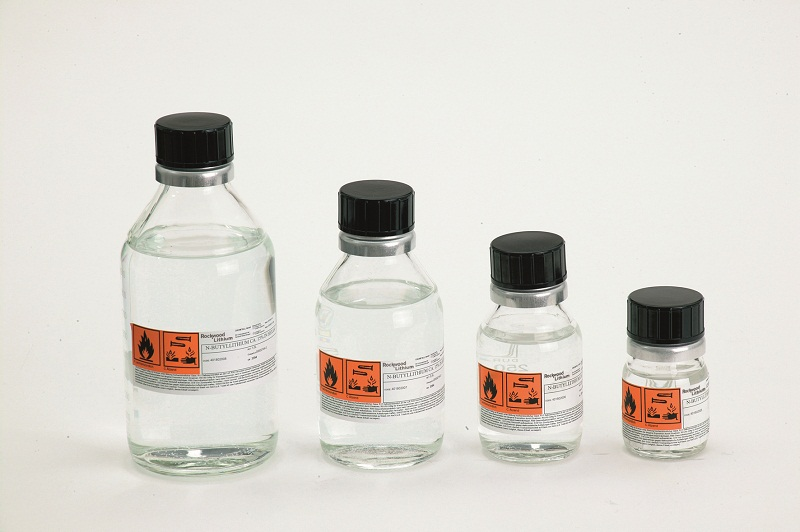
ガラス瓶に入ったブチルリチウム

市販品として良く用いられるアルキルリチウム化合物としてはメチルリチウム、n-ブチルリチウム、sec-ブチルリチウム、tert-ブチルリチウムなどが挙げられる。
メチルリチウムは主に化合物のメチル化に用いられる。ヨウ化メチルが Me+ 等価体であるのに対し、メチルリチウムは Me− 等価体である。
n-ブチルリチウム、sec-ブチルリチウム、tert-ブチルリチウムは主に有機化合物のリチオ化に用いられる。

## 反応
アルキルリチウムはグリニャール試薬と同様に求核剤として用いられることもあるが、含ハロゲン化合物のリチオ化や塩基として用いられることも多い。また、アルキルリチウム化合物は溶液中で会合体を形成することが知られる。アルキル部位の立体障害の違いは会合度や求核性へ影響を与え、立体障害が高く会合度が最も低い tert-ブチルリチウムが最も高い塩基性と最も低い求核性を示す。また、テトラメチルエチレンジアミン (TMEDA) など配位性の化合物の添加により会合度が低下し、n-ブチルリチウムでは反応性が向上する。

### リチオ化
有機ハロゲン化合物（R−X: 主に芳香族ハロゲン化合物）とのハロゲン-金属交換反応により、リチウム化合物 (R−Li) が生成する。n-ブチルリチウムが当量のハロゲン化合物と反応し、リチウム化合物とハロゲン化ブチルを生成するのに対し、tert-ブチルリチウムを用いた場合には、生成したtert-ブチルハライドに対してtert-ブチルリチウムが塩基として反応するため二当量のtert-ブチルリチウムが必要である。
含ハロゲン化合物に限らず、ジエチルアミノ基やメトキシ基など配位性の官能基を持った芳香族化合物はその官能基のオルト位置がリチオ化され得る。すなわち Ar-H がアルキルリチウムとの反応により Ar-Li となる。このような反応はオルトリチオ化と呼ばれる。

### 塩基としての反応
- 単純なアルカンの pKa は大きく、その共役塩基に相当するリチウム化合物は強い塩基となる。アルキルリチウムの求核性が高いため、塩基としての反応は限られるが、活性プロトン（R−OH, R2NH の H など）を持つ化合物との反応によりリチウムアルコキシドおよびリチウムアミドが生成する。

## 法規制
アルキルアルミニウム同様、空気や水と激しく反応するため、日本の消防法において第3類危険物(自然発火性物質及び禁水性物質)に分類されている。